# Symplast
Der Symplast ist die Gesamtheit aller über Plasmodesmen verbundenen Protoplasten in einer Pflanze. Dieser wird auch als Symplastischer Raum bezeichnet. Der symplastische Transport von niedermolekularen Substanzen wie Molekülen, Phytohormonen oder Metaboliten findet zellübergreifend über die Plasmodesmen statt.
Dem Symplast steht der Apoplast gegenüber, der den extrazellulären Raum repräsentiert. Zusammen bilden sie den zellulären Raum eines Pflanzengewebes.